# Sur des charbons ardents
Albums de OTH
Réussite
(1984) Sauvagerie
(1988)
Sur des charbons ardents est le deuxième album du groupe OTH, sorti en 1986.

## Réception
Selon l'édition française du magazine Rolling Stone, cet album est le 93e meilleur album de rock français.

## Liste des pistes
| No  | Titre                     | Durée |
| --- | ------------------------- | ----- |
| 1.  | Parce que ça nous plaît   | 2:55  |
| 2.  | Blasphème                 | 2:26  |
| 3.  | Le soleil du midi         | 2:30  |
| 4.  | Des fraises et du sang    | 3:03  |
| 5.  | Totem                     | 4:37  |
| 6.  | Le Rap des Rapetou        | 2:50  |
| 7.  | Sous tes reins            | 2:43  |
| 8.  | Industrie bizness musique | 2:05  |
| 9.  | L'Âge d'or                | 2:48  |
| 10. | Quelle sacrée revanche    | 2:38  |
| 11. | Sur des charbons ardents  | 2:08  |